# Sciurus aestuans
Ardilla gris, ardilla brasileña,  ardilla de Guayana, Caxinguelê, Guianan Squirrel, Olive Coloured Squirrel, (Sciurus aestuans) es una ardilla del género Sciurus endémica de Sudamérica. Se la halla en el noreste de Argentina, Brasil, Guyana, Guyana Francesa, Surinam, Venezuela, Uruguay y posiblemente Colombia.

## Generalidades
Su cuerpo mide alrededor de 20 cm y su cola entre 15 y 18 cm ; pesa unos 250 g, existen varias subespecies muy parecidas fisícamente. El color de su pelo, al que alude su nombre vernáculo algunas veces, varía del gris al castaño oscuro.
Su área de distribución es la parte oriental de la cuenca del Amazonas, río Negro y río Madeira con poblaciones aisladas en la selva atlántica de Brasil y Misiones.
Es fácil de identificar ya que es la única especie de ardilla en su área de distribución. Es un habitante habitual de los bosques, generalmente cerca de troncos caídos, aunque también está presente en otras formaciones arbóreas como parques y plantaciones. Desarrolla su actividad durante el día buscando y consumiendo frutos, semillas, cortezas e incluso insectos, huevos y aves. No hiberna sino que se mantiene activa consumiendo lo que ha ido almacenando en diferentes oquedades de árboles, rocas y edificios. Desarrolla su actividad en los árboles aunque no duda en bajar de ellos para recoger alimento. También nada con soltura.